# Voyager (banda australiana)
Voyager é uma banda de metal progressivo de Perth, Austrália, formada em 1999. A banda lançou sete álbuns completos. O seu sétimo álbum de estúdio, «Colours in the Sun», foi lançado mundialmente a 1 de novembro de 2019 pela editora discográfica de metal franco-americana Season of Mist. Representaram a Austrália no Festival Eurovisão da Canção de 2023 com a canção «Promise».

## História

### 1999-2003: Formação e «Element V»
A banda Voyager foi formada em 1999 na Universidade da Austrália Ocidental por Daniel Estrin, Mark Baker e Adam Lovkis. A banda passou por algumas mudanças na formação antes de gravar o álbum «Element V» em 2003 com Aidan Barton nos Sovereign Studios, Willetton, Austrália Ocidental. O «lineup» de «Element V» era composta por Daniel Estrin (teclados, voz), Mark De Vattimo (guitarra), Jennah Graieg (baixo), Geoff Callaghan (bateria) e Emanuel Rudnicki (guitarra), em 2002.
O álbum «Element V» foi lançado na Austrália em 2003, e depois recolhido pela editora holandesa DVS Records e lançado na Europa no ano seguinte. A editora japonesa Woodbell/Experience licenciou o álbum para distribuição no Japão no mesmo ano e lançou-o com uma faixa bónus, «Now and Forever». A popularidade dos Voyager aumentou rapidamente após o lançamento de «Element V» na Europa e a banda conseguiu o seu primeiro grande apoio, abrindo para Steve Vai em Perth, em Julho de 2004.
Após o lançamento de «Element V», Melissa Fiocco substituiu Jennah no baixo. Os Voyager actuaram no Corner Hotel, em Melbourne, no final de 2005, como parte de um concerto de beneficência da rádio Screaming Symphony, tocando pela primeira vez fora do seu estado natal, a Austrália Ocidental. No final de 2006, Emanuel e Geoff deixaram a banda e foram substituídos por Simone Dow e Mark Boeijen, respectivamente, pouco antes da gravação do álbum seguinte intitulado «uniVers».

### 2006-2008: UniVers e ProgPower Europe
No início de 2006, os Voyager entraram nos estúdios «Sovereign» para gravar «uniVers», com Boeijen e Dow como membros efectivos da banda. Voyager filmou um videoclipe para a versão de rádio da canção «Sober» e lançou-o como um single de edição limitada em 2006.
A banda actuou no Festival ProgPower Europe nos Países Baixos em 2006 e recebeu respostas positivas dos media. Como resultado desta actuação, os Voyager foram convidados para o ProgPower UK em 2008. No final de 2006, os Voyager deveriam actuar com os Nevermore, cuja actuação em Perth acabou por ser cancelada. Os Voyager também deveriam apoiar Yngwie Malmsteen após o seu regresso da primeira digressão europeia, mas foram excluídos do espectáculo no último minuto porque Malmsteen não queria nenhum acto de apoio para a sua digressão australiana.
No início de 2007, a DVS Records anunciou o seu encerramento e os Voyager ficaram sem editora para lançar o seu álbum «uniVers», que já estava totalmente gravado nessa altura. Em Outubro desse mesmo ano, a banda assinou contrato com a editora alemã Dockyard 1 Records em Hamburgo, que lançou «uniVers» em todo o mundo, com os EUA a receberem o álbum para distribuição em Janeiro de 2008 através da Locomotive Records. «uniVers» foi aclamado pela crítica em todo o mundo, sendo votado como álbum do mês pela revista belga «Mindview» e álbum da semana pela revista finlandesa «Imperiumi». Foi nomeado como #7 dos álbuns Full Metal Racket de 2007 pela estação de radiodifusão alternativa nacional da Austrália, «Triple J». A banda foi nomeada para o Top 10 dos «MusicOz Awards».
A banda separou-se da baixista Melissa Fiocco pouco depois do lançamento de «uniVers», uma separação que não foi isenta de controvérsia. Fiocco foi substituída por Alex Canion, que tinha 18 anos de idade. Pouco depois da primeira aparição de Canion com os Voyager em Perth, a banda embarcou numa mini-digressão para Sydney e Melbourne com os colegas de gravadora Eyefear, para promover «uniVers».
Em Janeiro de 2008, os Voyager actuaram com os Nightwish em Perth. A digressão australiana da banda com os Toto, agendada para Março de 2008, foi cancelada, aparentemente devido aos requisitos de palco dos Toto. No final de Fevereiro de 2008, a ProgPower UK foi também cancelada devido à fraca venda de bilhetes.
Os Voyager indicaram que iriam continuar a sua digressão europeia pela Dinamarca, Países Baixos, Alemanha e Suíça, apesar do cancelamento. A digressão incluiu uma actuação com a banda de rock de arena dos anos 80 House of Lords no Ballroom Hamburg.
Em Junho de 2008, o guitarrista Mark De Vattimo deixou a Voyager devido a diferenças pessoais e profissionais. Os Voyager actuaram com os Queensrÿche em Agosto de 2009 e com os Deathstars da Suécia em Setembro de 2009.

### 2009–2011: «I Am the Revolution»
Depois de gravar novas músicas com Adam Round no Kingdom Studios em Maylands, Austrália Ocidental e ter as faixas masterizadas pela Sterling Sound em Nova Iorque, os Voyager lançaram seu álbum «I Am the ReVolution» a 20 de Setembro de 2009 através da Dockyard 1 Records na Alemanha e Riot Entertainment na Austrália. O álbum foi imediatamente recebido com aclamação da crítica, incluindo o popular site «Vampster», embora alguns críticos estivessem cépticos em relação às fortes influências melódicas da banda e ao seu som «pop».
O álbum foi nomeado álbum da semana pelo site «MetalFan» da Roménia e a canção «Total Existence Failure» recebeu o prémio de Canção do Ano nos West Australian Music Industry Awards. Os Voyager lançaram um novo vídeo para a música «The Devil in Me» em Outubro de 2009.
Em 2010, os Voyager foream nomeados três vezes como finalista do top 10 nos Australian MusicOz Awards para «Lost», «The Devil in Me» e o vídeo para este último. A banda também foi nomeada para o «WAMI 2010 Best hard rock/metal act» apresentado pela West Australian Music Industry. Nesse mesmo ano Chris Hanssen deixou a banda e Scott Kay passou a assumir as funções de guitarrista. A primeira digressão de Kay foi com a banda escocesa de pirate metal Alestorm, em Maio de 2011, durante a qual a banda foi aclamada pela crítica.

### 2011–2013: «The Meaning of I»
Depois de gravar novas canções em Abril e Maio de 2011, os Voyager assinaram contrato com a editora Sensory, sediada em Nova Jérsia. Em Outubro de 2011 a banda lançou «The Meaning of I». O álbum é o primeiro a contar com o novo guitarrista Scott Kay e o último a contar com Mark Boeijen na bateria, que saiu pouco depois da gravação para se concentrar na sua família. O álbum conta com participações vocais de DC Cooper (Royal Hunt) e Daniel Tompkins (Tesseract, ex-Skyharbor). O álbum foi lançado mundialmente a 11 de Outubro de 2011, mas foi lançado mais cedo nos EUA no festival ProgPower em Setembro de 2011.
Os Voyager foram também anunciados para um espectáculo com os «Creation's End» em Brooklyn a 11 de Setembro de 2011. Depois de voltar dos EUA, os Voyager fizeram uma digressão com a popular banda de metal finlandesa Children of Bodom. Também a banda foi uma des aberturas de Epica quando eles tocaram em Perth a 23 de Abril de 2013.

### 2013–2019: «V» e «Ghost Mile»
No final de 2013, os Voyager lançaram uma campanha de crowdfunding para o seu álbum «V» e revelaram clips de gravações de pré-produção de novas canções. O objectivo da campanha foi atingido nos três dias seguintes ao seu lançamento. «Breaking Down» foi o primeiro single do álbum. Em Maio de 2015, os Voyager fizeram uma digressão nacional, apoiados pela banda francesa de rock progressivo Klone. Regressaram à América do Norte em Setembro para o evento ProgPower USA e uma digressão pelos Estados Unidos.
Ghost Mile was released on 12 May 2017.

### 2019–2023: «Colours in the Sun» e o Festival Eurovisão da Canção
A 21 de Setembro de 2018, os Voyager actuaram no o2 Indigo, em Londres, Reino Unido, como parte da exposição/concerto Space Rocks da Agência Espacial Europeia, dando-lhes a oportunidade de tocar «Colours» e «Brightstar» do novo álbum. Também actuaram no 229 na noite seguinte como parte de uma curta digressão europeia de sete datas.
Os Voyager foram pré-seleccionados para a final nacional australiana do Festival Eurovisão da Canção 2020 com "Runaway", mas acabaram por não ser escolhidos como um dos dez actos a competir na final da selecção.
A banda foi seleccionada para participar na selecção nacional australiana para o Festival Eurovisão da Canção de 2022, Eurovision - Australia Decides, em 2022[30], tendo ficado em segundo lugar com "Dreamer". Após a sua actuação no «Eurovision - Australia Decides», «Dreamer» estreou-se no número 6 da tabela de singles da Australian Independent Label.
Em 21 de Fevereiro de 2023, foi anunciado que os Voyager foram seleccionados internamente para representar a Austrália no Festival Eurovisão da Canção de 2023 com a canção «Promise». A banda é o primeiro grupo a representar o país. «Promise» estreou-se no número 3 da tabela de singles da Australian Independent Label.

## Discografia

### Álbuns de estúdio
| Título              | Detalhes do álbum                                                          |
| ------------------- | -------------------------------------------------------------------------- |
| Element V           | - Lançamento: 2003 - Editora discográfica: V Music (VM 1X6V)               |
| UniVers             | - Lançamento: 2007 - Editora discográfica: Dockyard1 (DY100572)            |
| I Am the Revolution | - Lançamento: 2009 - Editora discográfica: Riot! Entertainment (RIOT050CD) |
| The Meaning of I    | - Lançamento: 2011 - Editora discográfica: Riot! Entertainment (RIOTCD081) |
| V                   | - Lançamento: 2013 - Editora discográfica: Iav Records (IAV1401)           |
| Ghost Mile          | - Lançamento: 2017 - Editora discográfica: Iav Records (IAV1701)           |
| Colours in the Sun  | - Lançamento: 2019 - Editora discográfica: Season of Mist (SOM 533D)       |